# Issyk kurgan

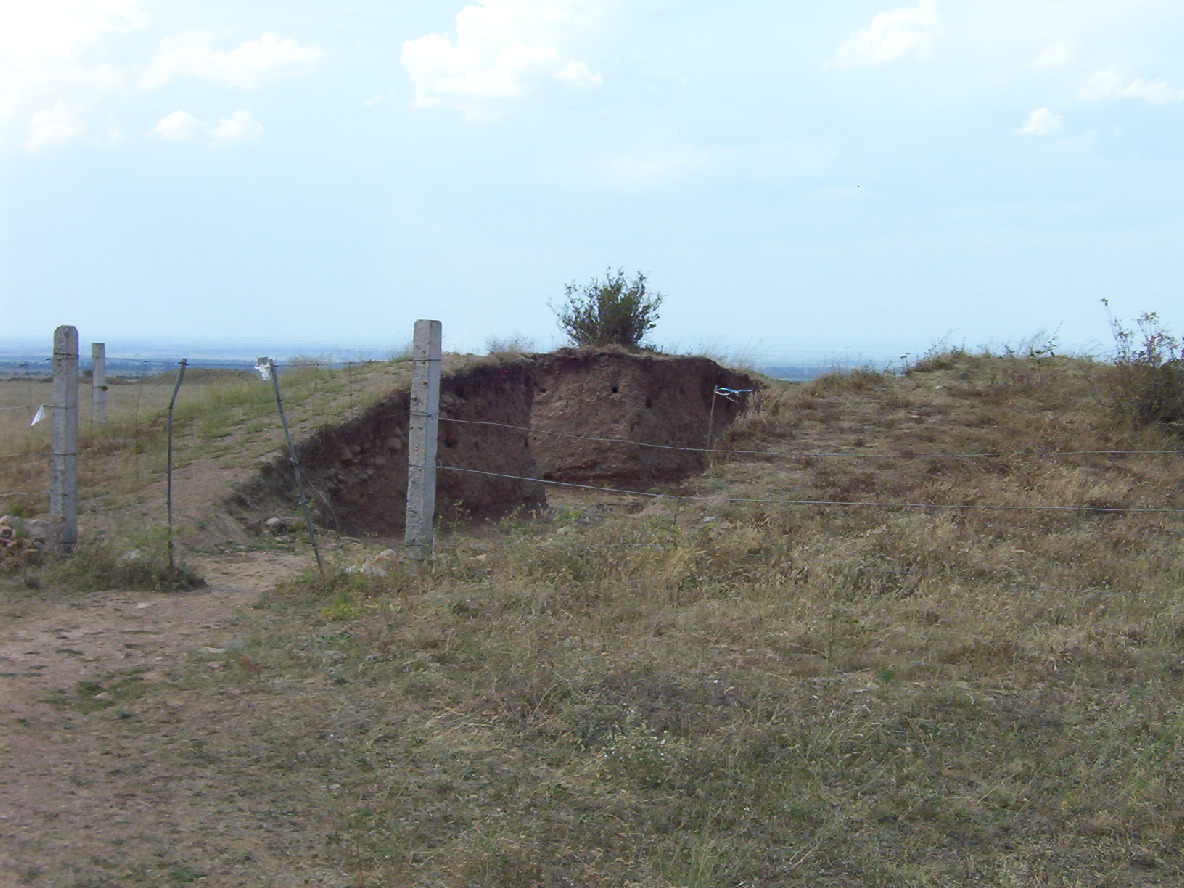
Mohyla

Issyk kurgan je pohřební mohyla typu kurgan ze 4. nebo 3. století př. n. l. Nachází se ve východním Kazachstánu, necelých 20 km východně od města Talgar, poblíž třicetitisícového městečka Esik a na břehu stejnojmenné řeky. Byla objevena roku 1969 skupinou sovětských archeologů v čele s Kimalem Akiševem, takže v literatuře je objev znám podle ruského pojmenování řeky a města (Issyk). Mohyla je šest metrů vysoká, obvod stavby je šedesát metrů. Zaujala množstvím ozdob z drahých kovů, jimiž byli mrtví vybaveni. Archeologové je připsali kmeni Saků, jednomu z nomádských skytských kmenů, který se od 6. století př. n. l. pohyboval mezi eurasijskou stepí a tarimskou pánví. Mohyla je součástí rozsáhlejšího pohřebního komplexu, kde bylo nalezeno 45 podobných mohyl, Issyk kurgan je z nich ale největší a poskytla nejbohatší nález. K nejznámějším patří kostra tzv. Zlatého muže, u nějž a na němž byly nalezeny čtyři tisíce zlatých ozdob. Odborníci předpokládají, že šlo zhruba o osmnáctiletého prince, zcela vyloučeno ale není ani ženské pohlaví kostry. Zlatý muž a jeho ozdoby, zejména čelenka, se staly po roce 1991 jedním ze symbolů nově vzniklého Kazachstánu. Podobizna Zlatého muže korunuje památník nezávislosti na centrálním náměstí v Almaty. Čelenka je vyobrazena na prezidentské standartě. Poklady mohyly a přesná kopie Zlatého muže se nacházejí v Kazachstánském muzeu archeologie ve městě Almaty a ve Státním muzeu zlata a drahých kovů v Astaně. Krom Zlatého muže byly v celém pohřebním areálu nalezeny další čtyři podobné bohatě zdobené kostry. V pohřební komoře byl nalezen i nápis, který odborníci ještě zcela nerozluštili, ale například maďarský lingvista János Harmatta ho připsal kušánskému dialektu. Kušáni jsou skutečně některými odborníky považováni za odnož Saků (byť existují i jiné teorie). Na počátku letopočtu vybudovali poměrně velkou říši mezi Sogdianou a Indií.

## Galerie

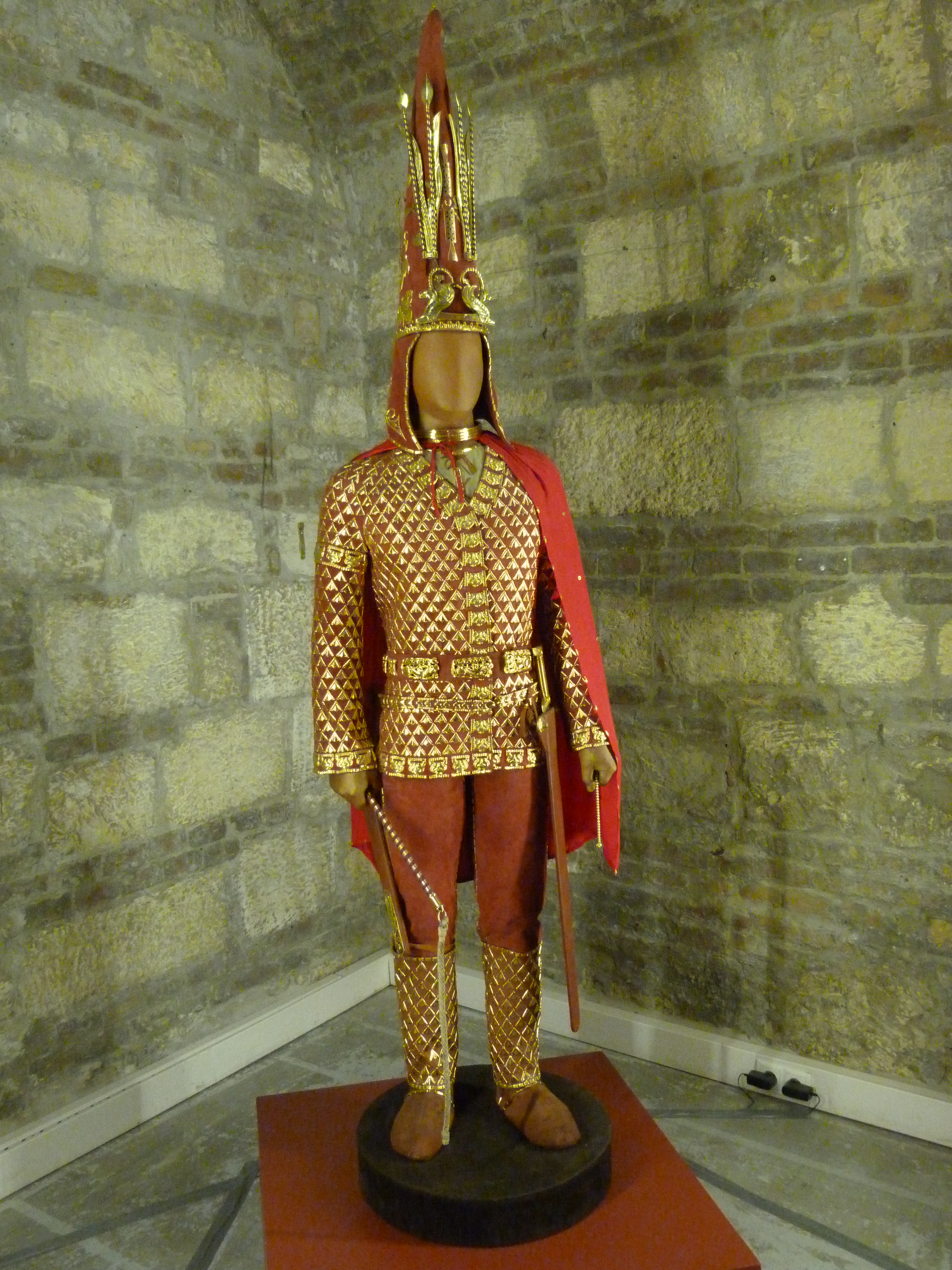
Zlatý muž
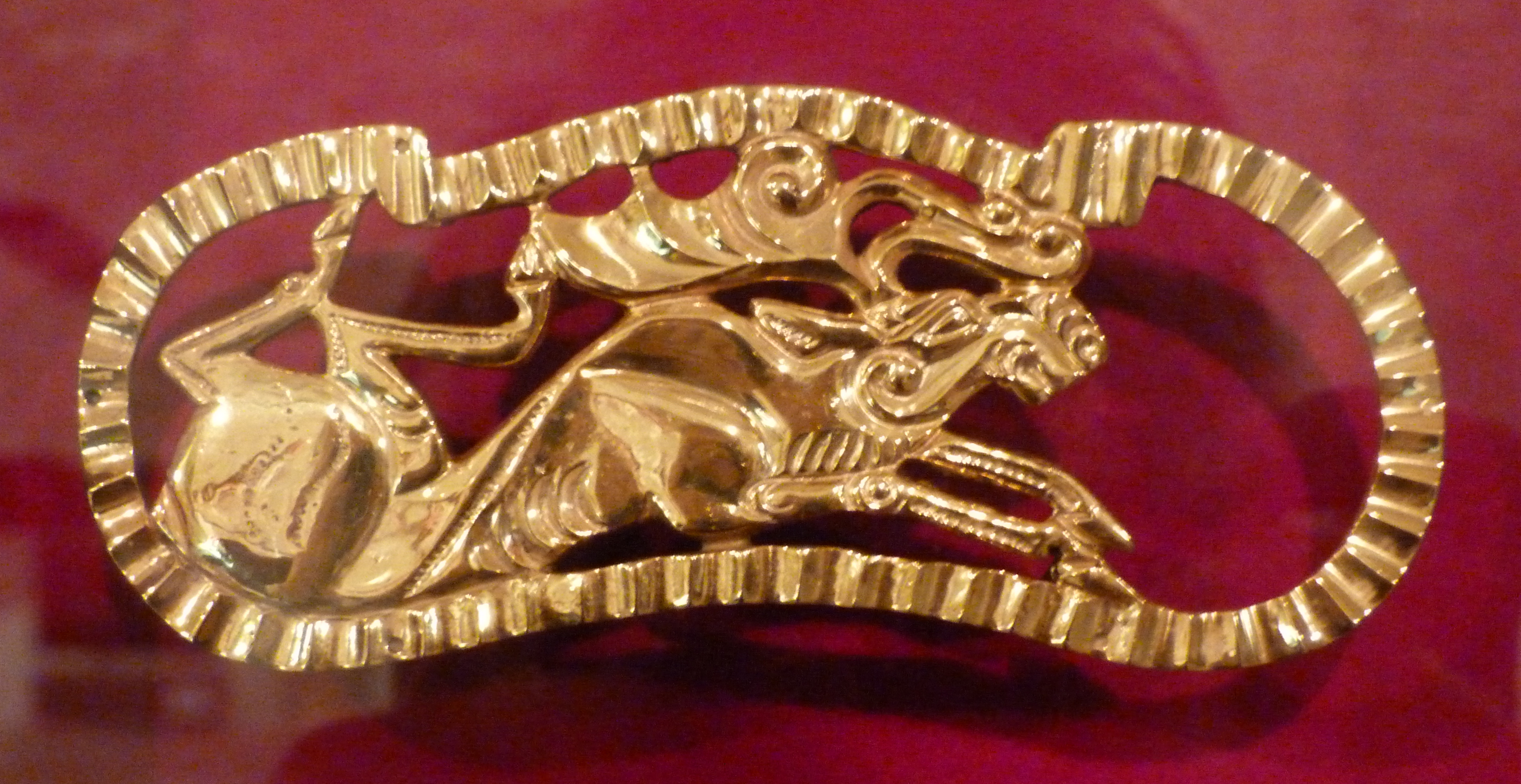
Nalezený šperk
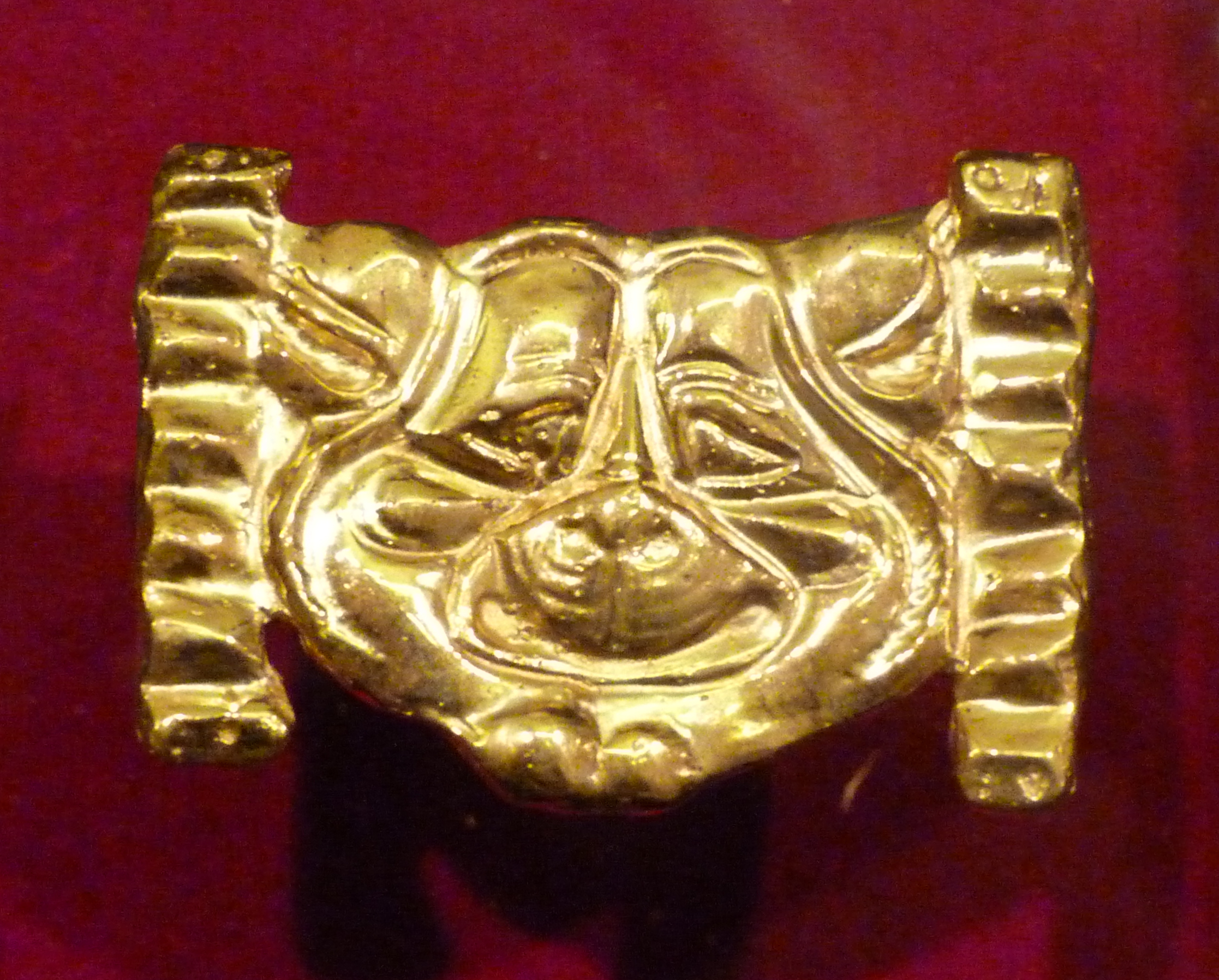
Nalezený šperk
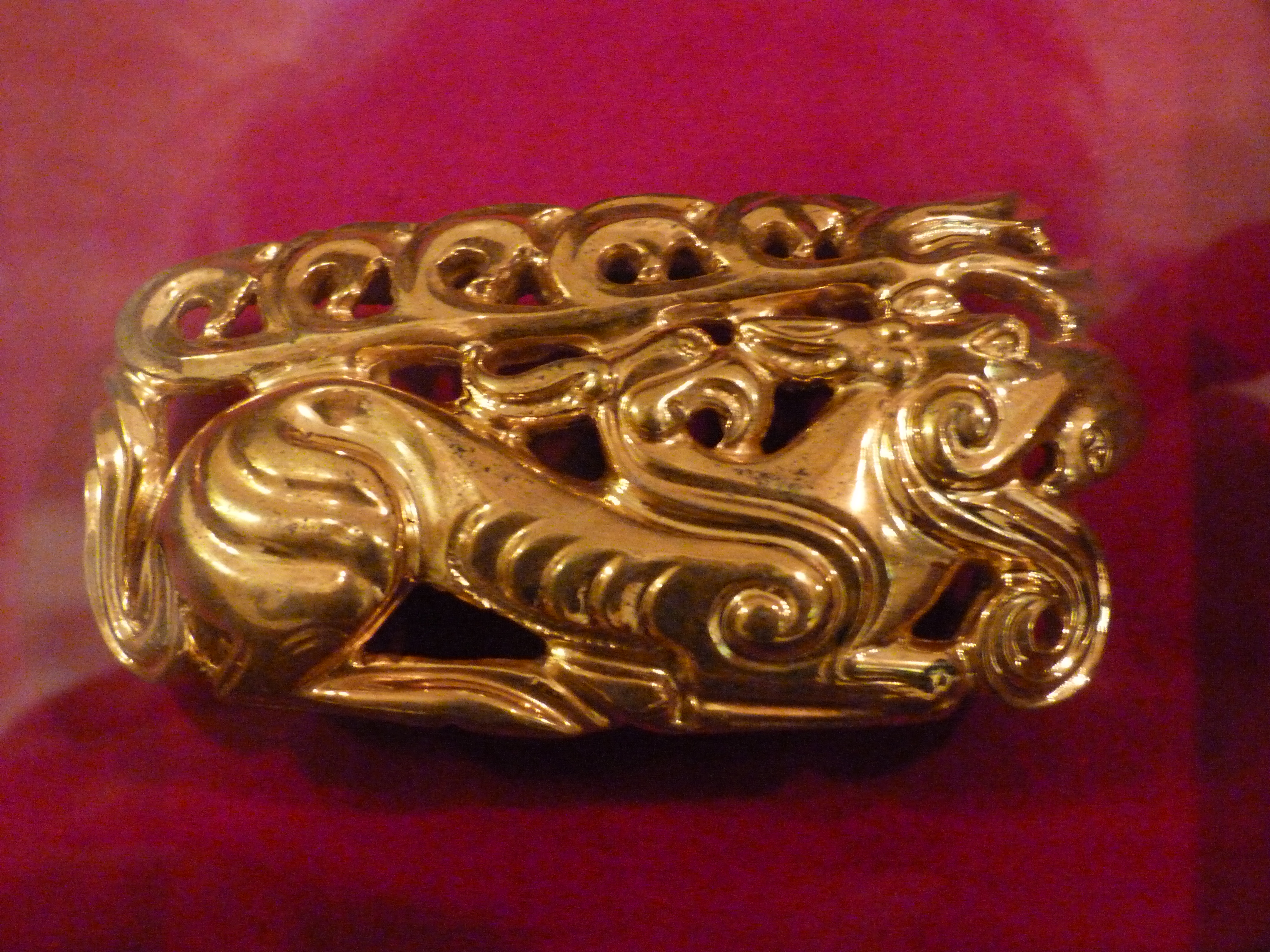
Nalezený šperk
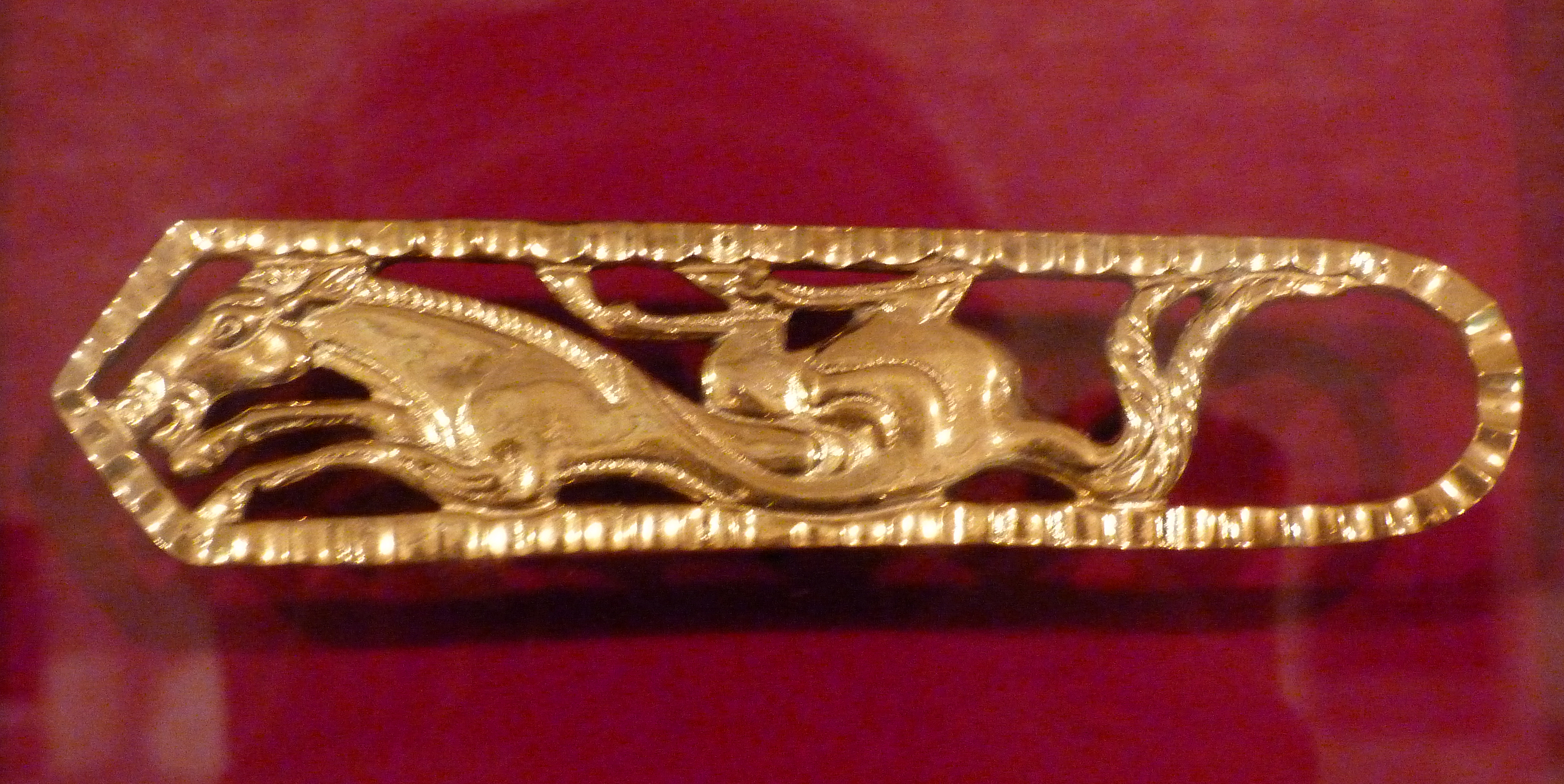
Nalezený šperk
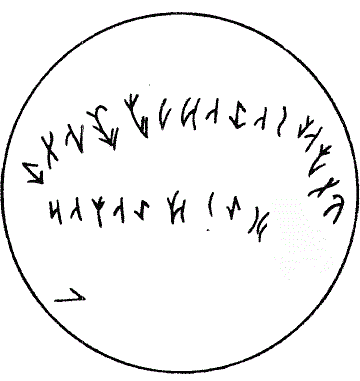
Objevený nápis
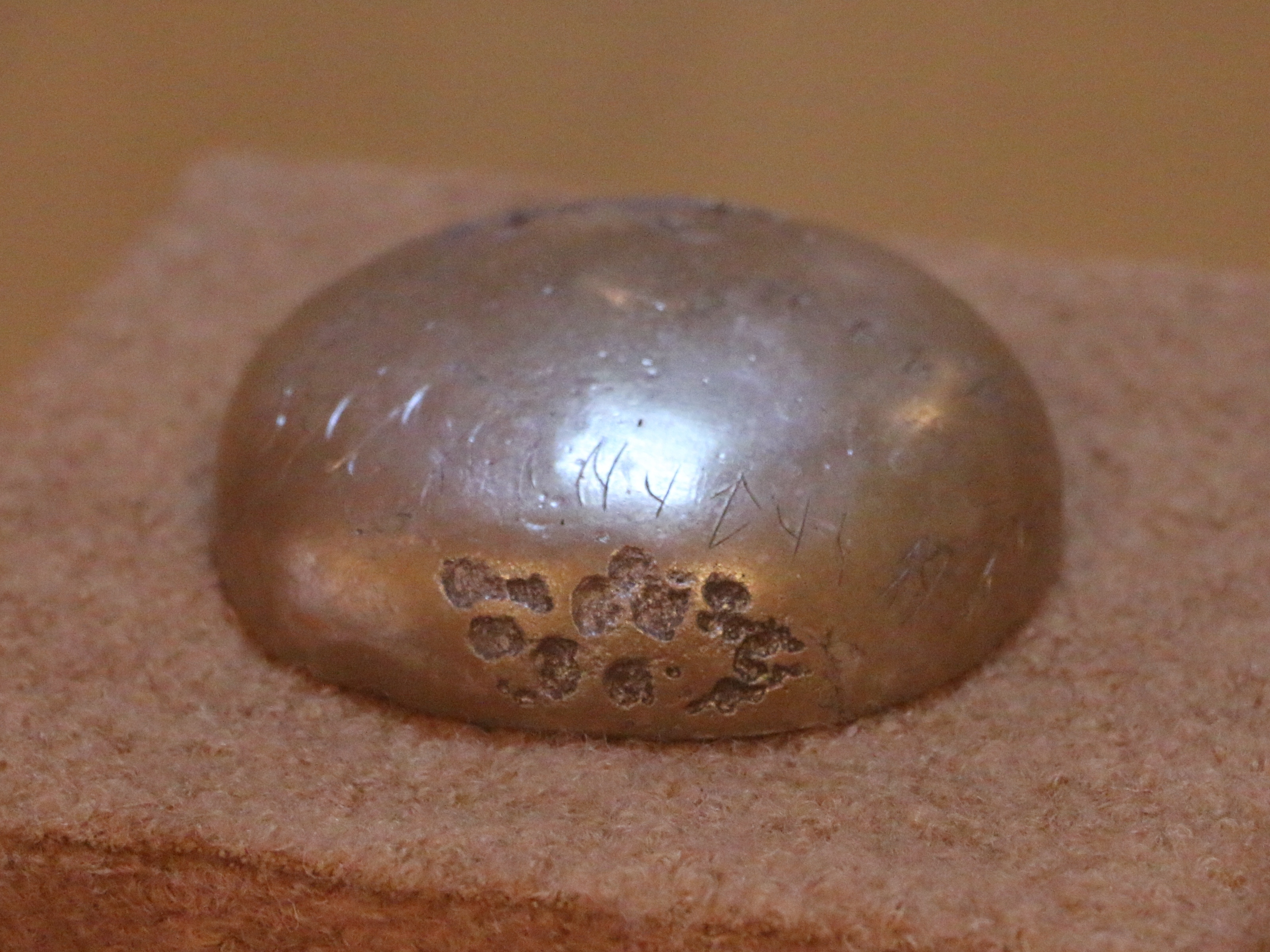
Nádoba na jídlo